# Katedra za mednarodno menjavo blaga in storitev, Ekonomsko-poslovna fakulteta v Mariboru
Katedra za mednarodno menjavo blaga in storitev (kratica KMMBS, angleško Chair for International Trade in Goods and Services) je ena izmed trinajstih učno-znanstvenih enot Ekonomsko-poslovne fakultete Univerze v Mariboru. Njen predstojnik je izred. prof. dr. Dušan Zbašnik. 
Katedra šteje 8 članov, ki učno in znanstveno pokrivajo vsa področja mednarodne ekonomije.
Člani KMMBS so sodelavci dveh inštitutov: Inštituta za ekonomske odnose s tujino ter Inštituta za transport in poslovno logistiko, ki sodelujeta z več domačimi podjetji. Predstojnik prvega je izred. prof. dr. Žan Jan Oplotnik, predstojnik drugega pa izred. prof. dr. Klavdij Logožar.